# Sauerkleeartige
Die Sauerkleeartigen (Oxalidales) sind eine Ordnung der Bedecktsamer (Magnoliopsida). Die darin enthaltenen Taxa teilen nur wenige morphologische Züge miteinander, daher wurde die Ordnung hauptsächlich durch molekulargenetische Untersuchungen abgegrenzt. Mit fast 800 Arten ist die Gattung Sauerklee (Oxalis) die größte Gattung der mit rund 1800 Arten recht kleinen Ordnung.

## Beschreibung
Schleimzellen sind vorhanden, die Blätter sind unpaarig gefiedert bis aus drei (selten einem) Blättchen zusammengesetzt. Griffel sind vorhanden, die Narben trocken. Epikutikular finden sich Wachsplättchen. Die äußere Epidermis des inneren Integumentes ist faserig durch Tracheiden. Die innere Samenschalenschicht, die Endotesta, ist kristallin.

## Systematik
Die Sauerkleeartigen sind innerhalb der Eurosiden I die Schwestergruppe der Malpighiales.
Die Ordnung Oxalidales umfasst folgende Familien:
- Brunelliaceae
- Connaraceae
- Zwergkruggewächse (Cephalotaceae)
- Cunoniaceae
- Elaeocarpaceae
- Huaceae
- Sauerkleegewächse (Oxalidaceae)

Das folgende Kladogramm schlüsselt die innere Verwandtschaft der Ordnung näher auf.
|  | Connaraceae |
|  |             |
|  | Oxalidaceae |
|  |             |

|  | \| \| Brunelliaceae \| \| \| \| \| \| Cephalotaceae \| \| \| \| |
|  |                                                                 |
|  | Elaeocarpaceae                                                  |
|  |                                                                 |
|  | Brunelliaceae                                                   |
|  |                                                                 |
|  | Cephalotaceae                                                   |
|  |                                                                 |

|  | Brunelliaceae |
|  |               |
|  | Cephalotaceae |
|  |               |

|  | \| \| Brunelliaceae \| \| \| \| \| \| Cephalotaceae \| \| \| \| |
|  |                                                                 |
|  | Elaeocarpaceae                                                  |
|  |                                                                 |
|  | Brunelliaceae                                                   |
|  |                                                                 |
|  | Cephalotaceae                                                   |
|  |                                                                 |

|  | Brunelliaceae |
|  |               |
|  | Cephalotaceae |
|  |               |

|  | Connaraceae |
|  |             |
|  | Oxalidaceae |
|  |             |

|  | \| \| Brunelliaceae \| \| \| \| \| \| Cephalotaceae \| \| \| \| |
|  |                                                                 |
|  | Elaeocarpaceae                                                  |
|  |                                                                 |
|  | Brunelliaceae                                                   |
|  |                                                                 |
|  | Cephalotaceae                                                   |
|  |                                                                 |

|  | Brunelliaceae |
|  |               |
|  | Cephalotaceae |
|  |               |

|  | \| \| Brunelliaceae \| \| \| \| \| \| Cephalotaceae \| \| \| \| |
|  |                                                                 |
|  | Elaeocarpaceae                                                  |
|  |                                                                 |
|  | Brunelliaceae                                                   |
|  |                                                                 |
|  | Cephalotaceae                                                   |
|  |                                                                 |

|  | Brunelliaceae |
|  |               |
|  | Cephalotaceae |
|  |               |

## Botanische Geschichte
Die Oxalidales wurden zwar bereits 1927 von August Heintze erstbeschrieben, enthielten aber unter ihren damals zwölf Familien (darunter  die Hülsenfrüchtler (Fabaceae), die Storchschnabelgewächse (Geraniaceae) oder die Leingewächse (Linaceae)) mit den Sauerkleegewächsen (Oxalidaceae) und den Connaraceae nur zwei der Familien aus dem heutigen Umfang.
Die heute zu den Oxalidales gerechneten Familien gehörten hingegen früher zu ganz unterschiedlichen Ordnungen und teilweise sogar zu unterschiedlichen Unterklassen. Im heutigen Umfang sind sie erst im Zuge molekulargenetischer Untersuchungen anerkannt worden. Erste Hinweise auf die gemeinsame Abstammung gab es bereits 1993. Dabei wurde eine Klade aus den Oxalidaceae, Cephalotaceae, Cunoniaceae und den (mittlerweile in den Elaeocarpaceae aufgegangenen) Tremandraceae aufgestellt. Weitere Untersuchungen bestätigten die Ordnung und ergänzten sie auf ihren heutigen Umfang. Trotz detaillierter Untersuchungen gibt es allerdings kaum Merkmale, die eine morphologische Umschreibung der Ordnung erlauben.

## Nachweise
- Merran L. Matthews, Peter K. Endress: Comparative floral structure and systematics in Oxalidales (Oxalidaceae, Connaraceae, Brunelliaceae, Cephalotaceae, Cunoniaceae, Elaeocarpaceae, Tremandraceae). In: Botanical Journal of the Linnean Society. Band 140, Nr. 4, 2002, S. 321–381, DOI:10.1046/j.1095-8339.2002.00105.x.
- Klaus Kubitzki (Hrsg.): The Families and Genera of Vascular Plants. Volume 6: Flowering Plants, Dicotyledons: Celastrales, Oxalidales, Rosales, Cornales, Ericales. Springer, Berlin / Heidelberg / New York 2004, ISBN 3-540-06512-1, S. 2 (englisch, eingeschränkte Vorschau in der Google-Buchsuche).
- Peter Sitte, Elmar Weiler, Joachim W. Kadereit, Andreas Bresinsky, Christian Körner: Lehrbuch der Botanik für Hochschulen. Begründet von Eduard Strasburger. 35. Auflage. Spektrum Akademischer Verlag, Heidelberg 2002, ISBN 3-8274-1010-X, S. 829.
- Eintrag zur Ordnung der Sauerkleeartigen auf der APWebsite